# Pabordia
Una pabordia és una administració depenent d'una catedral o d'un monestir que s'encarregava d'administrar un grup de béns i propietats.
En els grans monestirs, era una casa monàstica petita i equivalia a un títol inferior al de priorat. Alguns exemples són les pabordies de Castellterçol o les de Caselles, dependents del monestir de Santa Maria de l'Estany, i les pabordies d'Age (Cerdanya) i de Palau (Osona) del monestir de Ripoll.
A les catedrals es van crear pabordies al segle xii. Sovint eren dotze i tenien el nom de cadascun dels mesos de l'any. Cada paborde cobrava les rendes dels béns que li eren assignats i tenia l'obligació de mantenir els canonges durant el mes que li corresponia.

## Paborde de Tarragona
A l'Arquebisbat de Tarragona, el paborde era l'administrador general o prepòsit del capítol (arquebisbat). Era un canonge nomenat per l'arquebisbe per a representar-lo en la jurisdicció criminal o civil sobre els habitants d'una vila. Ell, a la vegada, nomenava el batlle. Els homes de Tarragona podien apel·lar directament a l'arquebisbe, però els de la Selva del Camp havien d'apel·lar primer al batlle, i aquest al paborde.
Quan un paborde havia determinat de venir a prendre possessió, ordenava al Batlle que fes pregonar l'acte per tots els llocs acostumats de la vila a fi que tothom comparegués al lloc fixat. El paborde, rebut per tota la congregació, exhibia l'escriptura credencial del seu càrrec canonical subscrita pel senyor arquebisbe, la qual era llegida en alta veu pel notari. El paborde jurava observar els privilegis i els costums de la vila. El batlle, els jurats i els consellers comunicals li juraven fidelitat i vassallatge en nom de tota la vila. Aquests juraments cerimoniosos es practicaven sobre els sagrats quatre evangelis i davant del notari que prenia acta.
Després de la possessió, teòrica o jurídica, es procedia a la presa de possessió pràctica o personal. Tota la comitiva del paborde i autoritats es traslladava a un lloc on el paborde feia llegir pel notari el document pel qual l'arquebisbe i el Capítol de l'església de Tarragona manaven als homes del lloc que donessin la possessió del lloc central al seu senyor. El paborde hi era introduït per la mà del batlle. Ordinàriament, a la primera festa que seguís, el Consell General de tota la vila ratificava l'acte de presa de possessió del paborde.
Algun paborde prengué possessió per mitjà de representant o de procurador seu. El cerimonial que s'observava en aquest cas era similar. El Consell General de tota la vila li exigia credencials de la seva procura, i la garantia dels furs vilatans.